# كأس الصداقة المصرية
كأس الصداقة المصرية أو كأس حب مصر (1986) هي بطولة كرة قدم مصرية. نظمت البطولة بواسطة المجلس الأعلى للشباب والرياضة بالتنسيق مع الاتحاد المصري لكرة القدم. عُقدت البطولة لمرة واحدة وفاز بها نادي الزمالك عندما سجل جمال عبد الحميد الهدف الوحيد في مرمى أحمد شوبير حارس الأهلي في الدقيقة 82.
رفع الكأس في هذه البطولة كابتن الزمالك وقتها إبراهيم يوسف الملقب «بالغزال الأسمر».
للعلم المسابقة كانت مرة واحدة فقط وكانت 86م